# Вердён-ан-Лораге
Вердён-ан-Лораге́ (фр. Verdun-en-Lauragais) — коммуна во Франции, находится в регионе Лангедок — Руссильон. Департамент коммуны — Од. Входит в состав кантона Северный Кастельнодари. Округ коммуны — Каркасон.
Код INSEE коммуны — 11407.

## Население
Население коммуны на 2008 год составляло 251 человек.
| 1856 | 1954 | 1962 | 1968 | 1975 | 1982 | 1990 | 1999 | 2008 |
| ---- | ---- | ---- | ---- | ---- | ---- | ---- | ---- | ---- |
| 751  | 272  | 201  | 233  | 219  | 216  | 212  | 231  | 251  |

## Экономика
В 2007 году среди 163 человек в трудоспособном возрасте (15—64 лет) 128 были экономически активными, 35 — неактивными (показатель активности — 78,5 %, в 1999 году было 71,4 %). Из 128 активных работали 115 человек (59 мужчин и 56 женщин), безработных было 13 (8 мужчин и 5 женщин). Среди 35 неактивных 12 человек были учениками или студентами, 13 — пенсионерами, 10 были неактивными по другим причинам.